# Élections coloniales de 1894 en Australie-Occidentale
Les élections coloniales de 1894 en Australie-Occidentale se sont déroulées dans la colonie d'Australie-Occidentale en juin et en juillet 1894 pour élire les 33 membres de l'Assemblée législative. Moins de la moitié des sièges étaient contestés et, dans ceux qui l'étaient, les campagnes portaient presque toutes sur des questions locales, même si quelques candidats étaient appuyés par des organisations extraparlementaires. L'élection ne pose aucune menace au gouvernement sortant de Sir John Forrest, mais on vit, pour la première fois, l'établissement d'une opposition crédible, menée par George Randell.

## Résultats
Seulement 15 des 33 sièges étaient contestés lors de l'élection. Cela représentait tout de même quatre fois plus de sièges que lors de l'élection précédente. Après l'élection, George Randell fut choisi comme leader de l'opposition.

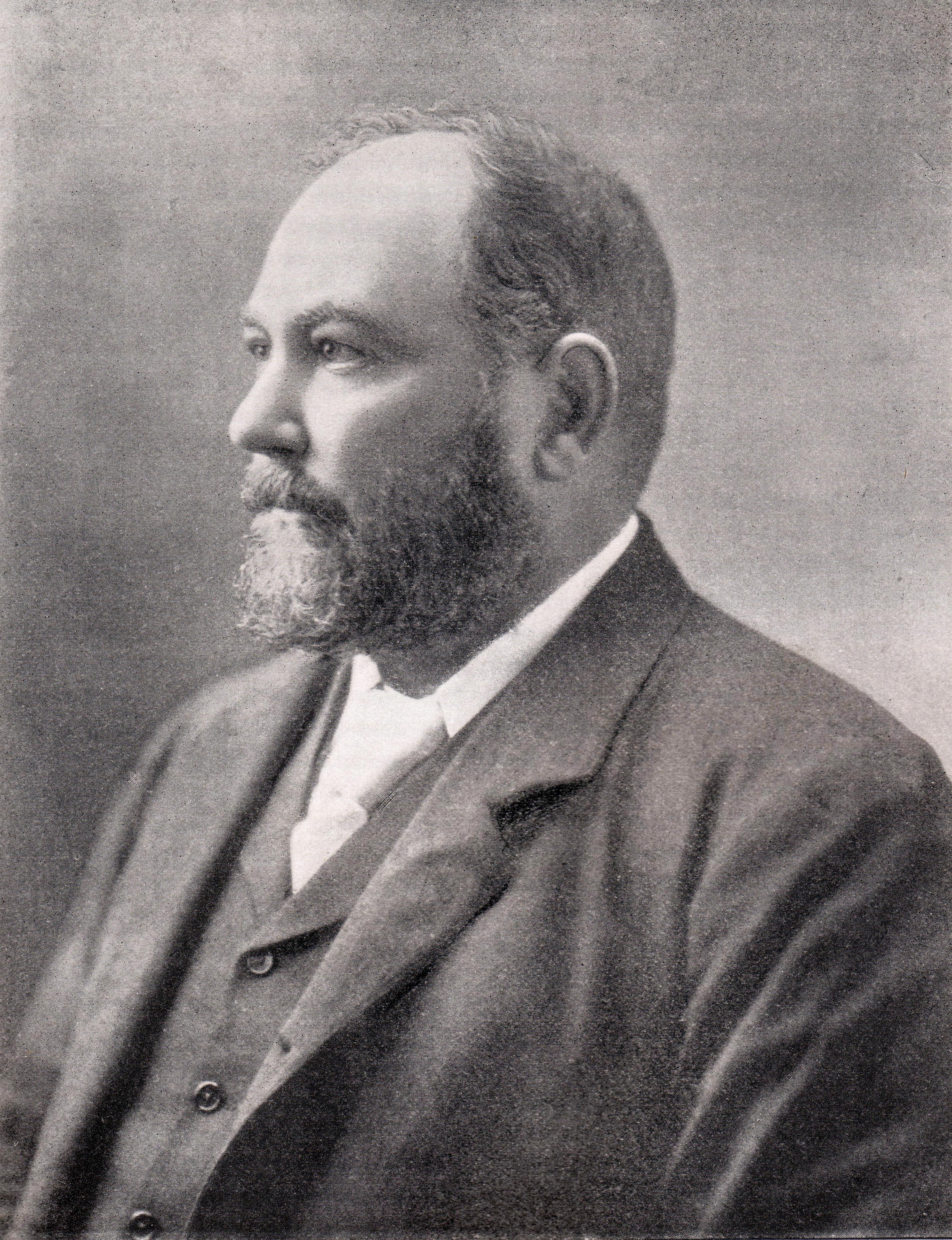
John Forrest